# Sociedade de Aviação Ligeira
SAL (Sociedade de Aviação Ligeira) es una aerolínea con base en Luanda, Angola. Es un operador de taxi aéreo.

## Historia
Fundada en 1992 para cubrir la demanda de aviación civil en Angola, en el sector de taxi aéreo y otras actividades. Como operador de taxi aéreo no tiene una operación regular fija. Tiene 64 tripulantes de vuelo, 65 técnicos de mantenimiento y 54 comerciales.

## Flota
En enero de 2008 tenía (según la página web):
- Beechcraft Super King Air que incluye 3 - 200 Super King Air y 2 - 350 Super King Air
- 4 Cessna 208 Caravan
- 1 Short SC.7 Skyvan

## Bases
- Benguela
- Cabinda
- Luanda
- Lubango
- Namibe